# 象棋殘局
中國象棋殘局，是雙方經過多輪移動及攻防之後，象棋遊戲進入尾聲。殘局承繼了開局和中局，而因為經過中局的攻防之後，棋盤上的棋子減少，雙方的實力減弱，因此能使用的策略相對減少，棋局能起變化的機會也較小。
通常雙方各剩下兩隻強子（車、馬、炮）時，就可說是進入了殘局階段。

## 分類
殘局一般可分為定式殘局和實戰殘局兩種。

### 定式殘局
定式殘局，即其殘局佈局是設定的，並且有譜可依。因此會有破解定式殘局的答案。定式殘局會用來訓練學生怎樣在不同情況的殘局下成功反敗為勝。

### 實戰殘局
實戰殘局，即其殘局佈局是因一輪移動及攻防後演變而成。實戰殘局的佈局千變萬化，因此是無譜可從的。

## 著名殘局
- 《百局象棋譜》中有列出四大江湖名局（野馬操田、蚯蚓降龍、七星聚會、千里獨行）
- 羊車竹引[2]
- 大征西
- 火燒連營
- 炮作兩狼關
- 大九連環
- 小红马
- 小征東
- 帶子入朝
- 連床話舊
- 蝴蝶雙飛
- 丹鳳朝陽
- 馬躍檀溪
- 雙紅炮
- 雙紅兵
- 大鵬展翅/小鵬展翅

## 另見
- 詰碁
- 西洋棋殘局